# Поскьяво
Поскья́во (итал. Poschiavo, ломбард. Pusciaaf, нем. Puschlav, романш. Puschlav) — коммуна в Швейцарии, в кантоне Граубюнден, южнее перевала Бернина. Входит в состав округа Бернина. Официальный код — 3561.

## География
Площадь коммуны Поскьяво составляет 191,01 км². 19,8 % территории используется для сельскохозяйственных нужд; 32,1 % знамают леса; 1,8 % — населённые пункты и дороги и оставшиеся 46,2 % никак не используются (горы, ледники, реки). Коммуна расположена в долине Поскьяво — одной из четырёх долин италоязычной части кантона Граубюнден. Другие три долины — Брегалья, Месольчина и Каланка. Коммуна состоит из населённого пункта Поскьяво и нескольких деревень.

## Население
По данным на 31 декабря 2012 года население Поскьяво составляет 3575 человек. На 2008 год 8,2 % населения коммуны составляли иностранные граждане. За последние 10 лет население Поскьяво снизилось на 3,6 %. По данным на 2000 год гендерное распределение населения было следующим: 49,1 % мужчин и 50,9 % женщин. Распространение населения по возрасту (также на 2000 год) было следующим: 10,3 % — младше 9 лет; 6,9 % — от 10 до 14 лет; 3,8 % — от 15 до 19 лет; 9,3 % — от 20 до 29 лет; 13,4 % — от 30 до 39 лет; 12,8 % — от 40 до 49 лет; 13,1 % — от 50 до 59 лет; 12,1 % — от 60 до 69 лет; 11,2 % — от 70 до 79 лет; 6,1 % — от 80 до 89 лет и 1,0 % — старше 90 лет.
На выборах 2007 года наиболее популярной партией стала Христианско-демократическая партия, набравшая 32,2 % голосов. Швейцарская народная партия набрала 27 % голосов; Социал-демократическая партия Швейцарии — 26,8 %; Свободная демократическая партия. Либералы — 12,6 %.
Динамика численности населения коммуны по годам:
| 1870 | 1900 | 1910 | 1950 | 1980 | 2000 | 2005 |
| ---- | ---- | ---- | ---- | ---- | ---- | ---- |
| 2890 | 3102 | 3676 | 4034 | 3294 | 3225 | 3487 |

## Языки
На 2000 год 90,45 % населения (2917 человек) считают родным языком итальянский; 7,91 % (255 человек) — немецкий и 0,43 % (14 человек) — романшский. Помимо стандартного итальянского в коммуне распространён также ломбардский язык.

## Транспорт
Через Поскьяво проходит автомобильная дорога и ветка Ретийской железной дороги. Сообщение с остальной Швейцарией осуществляется полностью через перевал Бернина.

## Фотографии

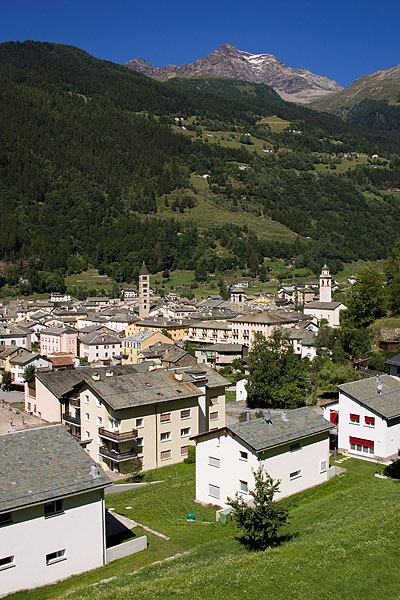
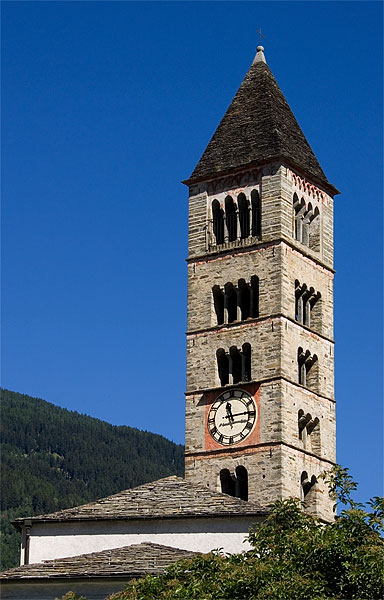
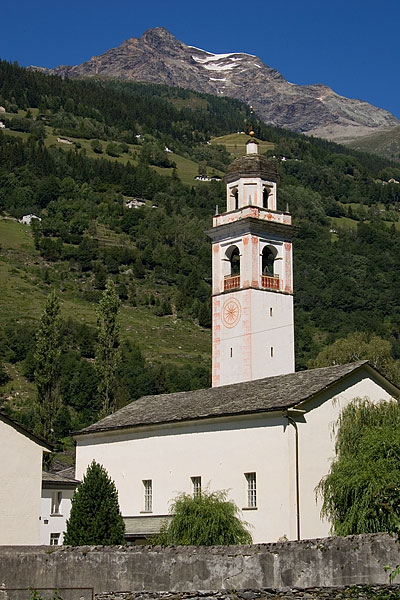
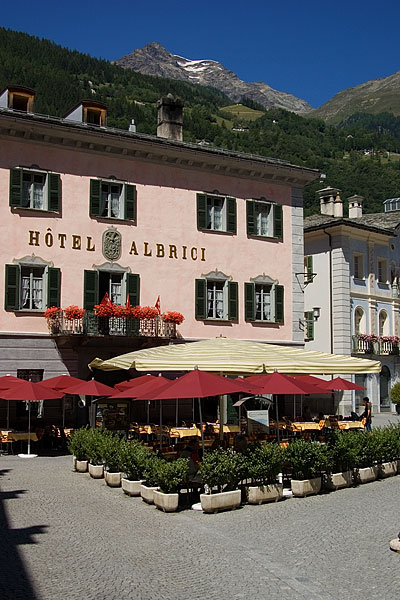
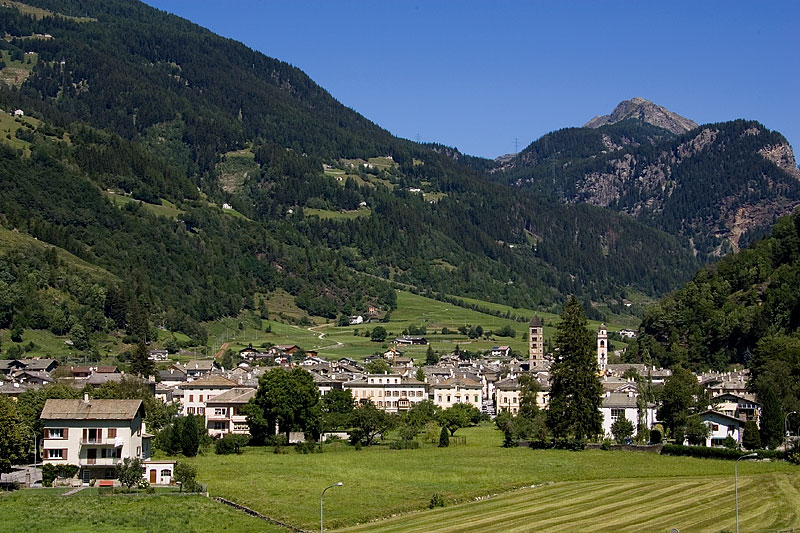